# Рэндаллихт
Рэндаллихт (лат. Randallichthys filamentosus) — вид лучепёрых рыб семейства луциановых (Lutjanidae). Единственный представитель в роде Randallichthys. Распространены в Индо-Тихоокеанской области. Максимальная длина тела 50 см.
Родовое название дано в честь американского морского биолога Джона Рэнделла, который много лет занимался исследованиями рыб Индо-Тихоокеанской области. Плюс греч. ἰχθύς — рыба.

## Описание
Тело удлинённое, несколько сжато с боков; покрыто крупной ромбовидной чешуёй. Ряды чешуй на спине параллельны боковой линии. В боковой линии 48—49 чешуй. Рыло короткое и тупое. Глаза большие. Верхняя челюсть без чешуи, но с серией из 4—9 хорошо развитых продольных гребней; её задний край доходит до вертикали, проходящей через середину орбиты глаза. Нижняя челюсть немного выступает вперёд. Зубы на челюстях небольшие, конической формы, несколько передних зубов клыковидные. На сошнике зубы расположены в форме шеврона. На языке зубов нет. Межорбитальное пространство плоское. Ноздри на каждой стороне головы расположены близко друг к другу и близко к глазу. На первой жаберной дуге 19—23 жаберных тычинок, из них на верхней половине 5—9, а на нижней 14—16 (включая рудиментарные). Спинной плавник сплошной, нет выраженной выемки между колючей и мягкой частями. В колючей части 10 жёстких лучей, а в мягкой части 11—12 мягких лучей. Чешуя на спинном и анальном плавниках отсутствует. В анальном плавнике 3 жёстких и 9 мягких лучей. Последний мягкий луч в анальном плавнике немного удлинён. Последний мягкий луч в спинном плавнике короче предпоследнего у молодых особей, но немного длиннее предпоследнего у взрослых особей. Грудные плавники короткие, с 16—17 мягкими лучами, их окончания не доходят до анального отверстия. Хвостовой плавник серпообразный.
Максимальная длина тела 50 см, обычно до 40 см.

## Биология
Морские бентопелагические рыбы. Обитают над скалистыми грунтами на глубине 150—380 м.

## Ареал
Распространены в западной и центральной частях Тихого океана: Гавайские острова, острова Кука, острова Новая Каледония, Гуам, Бонин, Окинава. Единственная находка в Индийском океане у берегов северо-западной Австралии.